# Bonaventura Suhač
Bonaventura Suhač, slovenska pesnica in vzgojiteljica, * 9. avgust 1853, Jamna, † 10. junij 1891, Maribor.

## Življenjepis
Pesnica Bonaventura Suhač (pri krstu Klara) se je rodila v kmečko družino. Očetu je bilo ime Ivan Suhač, materi Marija roj. Korošec in je bila sestrična pesnika in narodnega buditelja Jakoba Košarja. Do 22. leta je delala na domačem posestvu, leta 1875 pa je stopila v zavod šolskih sester v Mariboru. Opravila je izpite, postala učiteljica in od leta 1887 vodila okoliško dekliško šolo in šolski vrtec. Umrla je 10. junija 1891 v Mariboru.

## Delo
Napisala je več vzgojeslovnih člankov in nekaj pesmi. Prve so bile preproste, pozneje pa se je v njih začel odražati vpliv drugih pesnikov. V njih je izražala svoje versko in narodno čustvovanje, kasneje pa tudi žalost ob neozdravljivi bolezni - skropulozi.